# Gloster Gladiator
Gloster Gladiator byl britský stíhací dvouplošník používaný Královským letectvem, Královským námořnictvem a letectvy mnoha dalších států během druhé světové války. Letoun měl maximální rychlost 414 km/h. Gladiatory upravené pro službu na letadlových lodích Royal Navy byly známé pod bojovým jménem Sea Gladiator.

## Vývoj, prototypy a verze
Gloster Gladiator byl přímým pokračovatelem stíhacího dvouplošníku Gloster Gauntlet. Svou konstrukcí nevybočoval z konstrukcí typických pro 30. léta: dvouplošník s trupem potaženým plátnem, hvězdicovým motorem a pevným podvozkem. Jedinými moderními prvky byly hydraulické vztlakové klapky a uzavřená pilotní kabina.
Prototyp pod označením S.S.37 poprvé vzlétl 12. září 1934 se zkušebním pilotem P. E. G. Sayerem. Byl poháněn hvězdicovým motorem Bristol Mercury VI o výkonu 390 kW (530 k). Po zkouškách doporučilo britské ministerstvo letectví výrobci použít silnější motor. 28. října 1934 proto byla instalována pohonná jednotka Mercury VIS, která prototypu přidala necelých 10 km/h. V obou případech už stroj nesl výzbroj dvou synchronizovaných kulometů Vickers Mk.V a dvou Lewisů, umístěných ve schránkách na spodní straně křídel. Zkoušky probíhaly zprvu na továrním letišti v Hucclecote, poté přelétl do zkušebního střediska v Martlesham Heath. Tam se osvědčil natolik, že 3. dubna 1935 jej oficiálně převzalo ministerstvo letectví, které mu pak přidělilo oficiální seriál K5200. Výsledky zkoušek vedly v červnu továrnu Gloster k nabídce silnější úpravy S.S.37 s motorem Bristol Mercury IX o výkonu 610 kW (830 k) pod širším prstencem Townend, zcela uzavřenou kabinou, přepracovanými ocasními plochami, zdokonaleným podvozkem, všemi čtyřmi kulomety Vickers Mk.V[zdroj⁠?!] a malými vztlakovými klapkami či brzdícími klapkami na odtokových hranách obou křídel. Ministerstvo letectví dle této nabídky objednalo 1. července 1935 23 sériové stroje pojmenované úředně Gladiator.
Dne 2. července se S.S.37 vrátil z Martlesham Heath do Hucclecote, kde urychleně dokončil svůj zkušební program. Už 4. července přelétl na letiště Hendon u Londýna, kde se zúčastnil každoročně pořádané letecké přehlídky.
Po návratu do továrny byl upraven do podoby téměř sériového Gloster Gladiatoru Mk.I, včetně instalace motoru Mercury IX. Zároveň obdržel těžší dvoulistou vrtuli Watts s větším stoupáním. Při dalších zkouškách v mateřské továrně byla namontována nestavitelná kovová třílistá vrtule Fairey Reed, poháněná motorem se změněným redukčním poměrem reduktoru. Následně prototyp přelétl opět do Martlesham Heath, kde se však vinou vady materiálu při přistávacím manévru zlomila levá noha podvozku. Po rychlé opravě další zkoušky prokázaly, že kovová vrtule přináší málo výhod nad dvoulistou dřevěnou. Původní při přistání poškozená vrtule byla nahrazena novou kovovou s bandážovanými listy. Teprve tehdy dostal prototyp plně krytou kabinu.
Před koncem roku 1936 začala stavba první série Gladiatorů Mk.I. Úvodní tři z nich, se sériovými čísly K6129 až K6131, byly hotovy začátkem roku 1937 a zalétány ještě v lednu. 16. února byl K6129 předán RAF a poslední z 23 kusů první série, K6151, 4. března 1937. Druhá série byla vyzbrojena kulomety Browning, vyráběné v americké licenci britskou zbrojovkou British Small Arms v Birminghamu a upravené pro britské střelivo ráže 7,7 mm. Společně se třetí, závěrečnou sérií Gladiatoru Mk.I, která dala 28 kusů (L8005 až L8032), vzniklo celkem 378 "jedniček", z nichž 231 odebralo RAF.
Od roku 1938 byla dodávána nová verze Gladiator Mk.II s mírně silnějším motorem Bristol Mercury VIIIAS o výkonu 625 kW (850 k) a zlepšenou výbavou pilotní kabiny.
Z původní objednávky na 50 strojů Mk.II bylo 38 upraveno pro službu na letadlových lodích jako Gloster Sea Gladiator (Interim) (seriály N2265 až N2302). Letouny dostaly standardní námořní radiostanici TR.9, rychloměr se stupnicí v uzlech a některé záchytný brzdící hák. Následně byla vyrobena série 60 kusů Sea Gladiatorů standardního provedení.
Do ukončení výroby v dubnu 1940 bylo vyrobeno 682 Gladiatorů, z nichž 216 bylo určeno pro export.

## Bojové nasazení

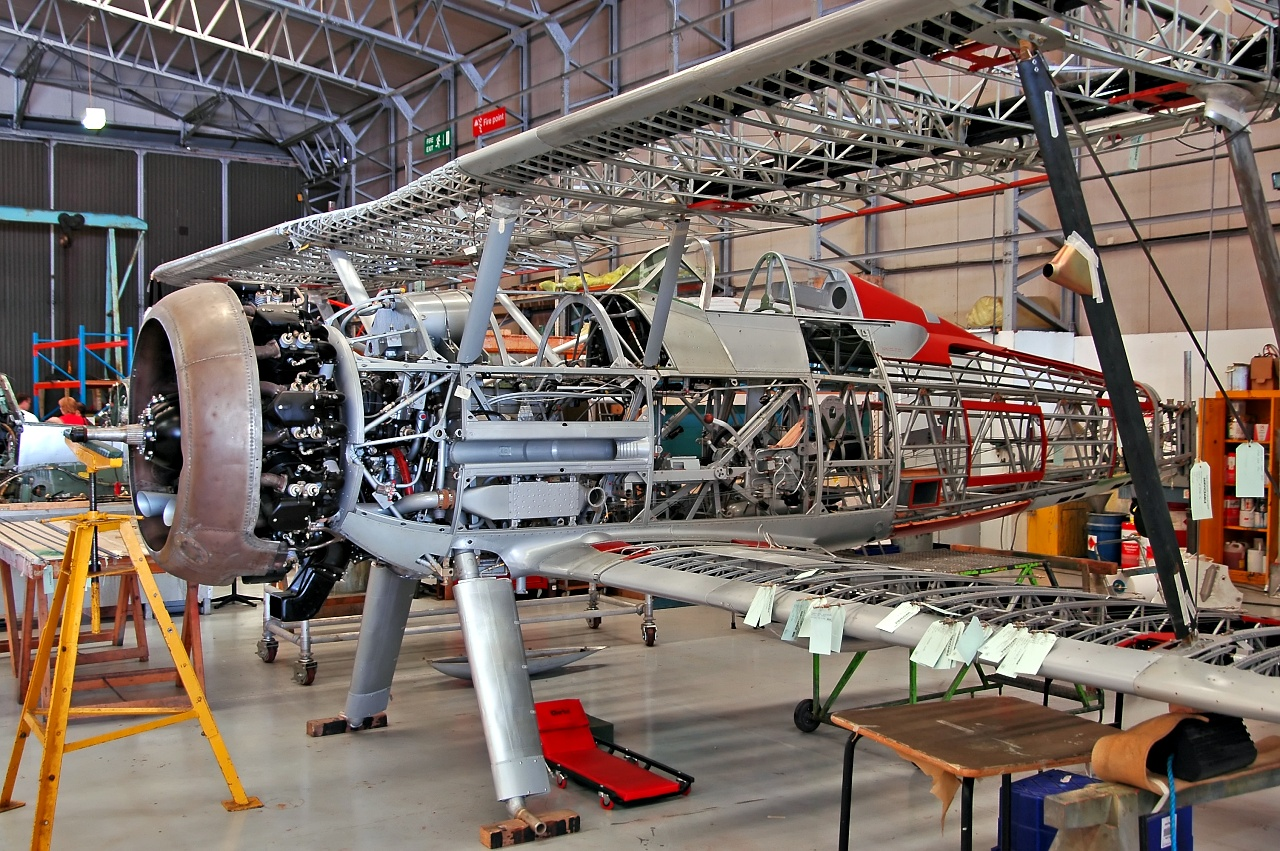
Konstrukce letounu Gloster Gladiator

Prvních pět sériových Gladiatorů Mk.I dostal 22. února 1937 roj 1. squadrony RAF. Nadporučík E. M. Donaldson a čtyři další piloti přelétli s novými stroji (K6130 až K6134) od výrobce na letiště Church Fenton u Tangmere, kde založily jádro 72. squadrony. V dubnu 1939 byla tato jednotka přezbrojena na nové Spitfiry a stala se tak nejdéle Gladiatory vybaveným domovským útvarem.
Většinu strojů první série dostala 2. dubna 1937 3. squadrona se základnou v Kenley. Ponechala si je až do svého přemístění do Biggin Hillu v květnu 1939. Pak byly její Gladiatory Mk.I demontovány a v přepravních bednách odeslány lodí do Egypta.
54. squadrona dislokovaná v Hornchurchi obdržela jako první Gladiatory z druhé série, vyzbrojené kulomety Browning ráže 7,7 mm, 27. dubna 1937, které si ponechala do března 1939. Základnu sdílela se 74. squadronou, která však své Gladiatory po několika dnech předala 3. squadroně.
V březnu 1937 Gladiatory obdržela rovněž 80. squadrona, která byla v květnu 1938 převelena do Egypta, kde s 33. squadronou utvořila křídlo Gladiatorů určené k ochraně Suezského průplavu. Jednotka zprvu kromě svých hlídkových letů udržovala v provozuschopném stavu místa v poušti, vybraná jako polní letiště. Byla s Gladiatory právě v Ariji, když Italové vyhlásili válku. Během noční obrany Alexandrie, kdy byl jeden roj v poušti, sestřelila jednotka 15 nepřátelských letounů při ztrátě dvou vlastních. Na podzim, při obraně Mersa Matrúh, sestřelil nadporučík Stuckey bombardér Savoia-Marchetti SM.79.
Od 1. června 1937 do března 1939 měla Gladiatory Mk.I ve své výzbroji rovněž 65. squadrona v Hornchurchi, následovaná 8. června 73. squadronou v Debdenu v Essexu. V listopadu se přesunula do Digby, kde v červenci 1938 přešla na Hurricany.
Rovněž v Debdenu Gladiatory 8. června 1937 poprvé převzala 87. squadrona, která si Gladiatory ponechala do července 1938. Další jednotkou z Debdenu používající Gloster Gladiator Mk.I byla 85. squadrona, která však tento typ užívala jen krátce, od června do září 1938, kdy byla přezbrojena na Hawker Hurricane Mk.I. Od 12. července 1937 do května 1938 používala tento typ také 56. squadrona v North Wealdu.
V červnu 1938 obdržela od 56. squadrony Gladiatory squadrona č. 25, usídlená původně v Hawkinge, která se v září 1938 přemístila do Northoltu. Zde se stala součástí protivzdušné obrany Londýna. Koncem roku začala přezbrojovat na Bristol Blenheim Mk.IF, poslední její Gladiatory byly vyřazeny v únoru 1939.
Jako první útvar pomocné Auxilliary Air Force dostala své Gladiatory Mk.I koncem září 1938 607. squadrona "Durham" se základnou v Usworthu. V říjnu je pak doplnily stroje vyřazené 25. squadronou. Po vypuknutí války se 607. squadrona přesunula do Acklingtonu. Odtud hlídkovala především nad Severním mořem. V říjnu 1939 její tříčlenný roj, vedený poručíkem Samplem, narazil na německý létající člun Dornier Do 18 a přinutil jej nouzově přistát.
V říjnu 1938 se 603. squadrona "City of Edinburgh" AAF v Turnhouse stala z lehké bombardovací stíhací a začala dostávat Gladiatory Mk.I. Tímto typem byla plně vyzbrojena v březnu 1939, avšak již v srpnu přešla na Supermarine Spitfire Mk.I. Podobně původně lehká bombardovací squadrona č. 605 začala k 1. lednu 1939 v Castle Bromwichi přebírat Gladiatory Mk.I a později i Mk.II, kterými byla vyzbrojena jen do listopadu.
Prvním útvarem v zámoří s Gladiatory Mk.I se 26. února 1938 stala 33. squadrona v egyptském přístavu Ismailia, na podzim roku 1938 umístěná v palestinském městě Ramla. V lednu 1939 se po několika přesunech usídlila v egyptském Helwánu. Od března do května zasahovala proti bouřícím se domorodcům v Lyddě a po návratu do Egypta se přemístila do Mersa Matrúh. Odtud 11. června startovala k ostřelování italských letadel v Sidi Azíz. Při této akci poručík Dean sestřelil Fiat CR.32 Freccia a podporučík Woodward se seržantem Craigem společně průzkumný Caproni Ca.310. Během šesti týdnů pak Gladiatory Mk.I a Mk.II 33. squadrony zničily 58 italských letadel ve vzduchu i na zemi. "Třiatřicátá", která při svých akcích spolupracovala s 80. squadronou, byla v červenci stažena do Egypta, kde podnikala už jen hlídkové lety nad Alexandrií, dokud v říjnu plně nepřezbrojila na Hawker Hurricane Mk.I.
V prosinci 1938 převzalo Sea Gladiatory britské námořnictvo Royal Navy. 13 kusů převzala námořní letecká základna ve Worthy Down k počátečnímu výcviku operačních pilotů a instruktorů. Zbývajících 25 se přemístilo do Donibristlu, Hatstonu na Orknejských ostrovech a Eastleighu.
V březnu 1939 probíhal zkušební provoz čtyř Sea Gladiatorů na palubě letadlové lodi HMS Courageous. První jednotkou, která typ dostala, byla 801. squadrona Fleet Air Arm. Jejích 18 letadel (N5500 až N5517) operovalo z Courageous od května 1939. Následovala 802. squadrona, jejíž základnou se stala letadlová loď HMS Glorious (77).
16. května 1939 byla na palubě letadlové lodi HMS Argus (I49), která kotvila v Portsmouthu, znovu ustavena 112. squadrona, odeslaná pak do egyptského Heluanu, kde obdržela i své Gladiatory Mk.I. V červnu 1940 se část jednotky přemístila do Súdánu, kam dorazila týden před vyhlášením války Itálií. Už 16. června zahnaly její dva Gladiatory dvě bombardovací Savoia-Marchetti SM.81 před jejich útokem na Port Sudan. 29. června pak nadporučík Hamlyn jižně od Port Súdánu sestřelil jednu SM.81 jistě. Kromě jedné letky 112. squadrony, která zůstala nadále v Port Súdánu, bylo několik pilotů přesunuto do Libyjské pouště, kterou poté posílila celá jednotka, jejímž úkolem byl především doprovod bombardérů a hlídkové lety. V lednu 1941 byla tato jednotka převelena do Řecka.
V březnu 1939 se v Adenu znovu utvořila 94. squadrona vyzbrojená Sea Gladiatory, která pak od září neustále udržovala v pohotovosti jeden roj a zároveň hlídkovala nad konvoji. Po vstupu Itálie do války sestřelil poručík Haywood u ostrova Ras Imran bombardovací letoun Savoia-Marchetti SM.81. Koncem června letadla 94. squadrony doprovázela 39. squadronu při náletech na letiště Macaaca, které pak neustále ostřelovala. V září již měla 94. squadrona ve své výzbroji také verze Gladiatorů Mk.I a Mk.II. V říjnu pak piloti této jednotky poškodili bombardovací letoun Savoia-Marchetti SM.79 Sparviero a dne 20. listopadu sestřelili jednu SM.81.
V dubnu 1941 se squadrona přemístila do Egypta a v květnu její část přesunutá na letiště Habbania v Iráku doprovázela lehké bombardéry při útocích na postavení iráckých povstalců. Seržanti Smith a Dunwoodie přitom sestřelili po jednom Bf 110 a poručík Herrtage He 111H. Sám velitel squadrony kapitán Wightman nakonec sestřelil stíhací Fiat CR.42 Falco, kryjící pokus o nepřátelský útok na Bagdád.
Oddíl u Suezského průplavu sestřelil 17. května v Ismailii jeden německý Heinkel He 111H.
Dne 1. června pak 94. squadrona předala své Gladiatory SAAF a dokončila přezbrojení na Hurricany Mk.I započaté v květnu.
Koncem května 1939 Gladiatory Mk.I nahradily Gauntlety u 615. squadrony v Kenley, která se těsně před vyhlášením války přesunula na londýnské letiště Croydon. V říjnu pak přešla na Gladiatory Mk.II a částečně i na Sea Gladiatory. K 1. říjnu 1939 v Ackingtonu znovuutvořená 152. squadrona byla Gladiatory Mk.I a Mk.II vyzbrojená jen částečně, navíc za dva měsíce přešla na Spitfiry. 4. října byla v Turnhouse opětně vytvořená další squadrona, č. 141, která měla ve směsi svých typů i řadu Gladiatorů Mk.I. 263. squadrona opět založená k 20. říjnu 1939 ve Filtonu, převzala některé Gladiatory od 605. squadrony, část bylo zcela nových.
Už v době svého zavedení do služby byl typ zastíněn novou generací moderních jednoplošných stíhačů jako byly Spitfire a Messerschmitt Bf 109.

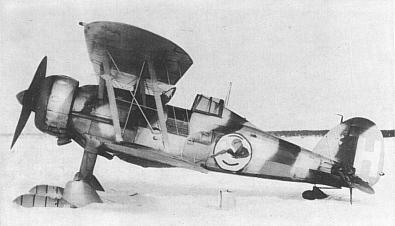
Gloster Gladiator Mk.1, Kauhava, Finsko, 1940

Po vypuknutí druhé světové války bojovaly Gladiatory poprvé ve Finsku. 11. ledna 1940 začala ze zamrzlého jezera Kemi operovat švédská dobrovolnická jednotka Flygflottilj 19 pod velením majora Hugo Beckhammara, vyzbrojená 12 stroji Gloster J-8A Gladiator a čtyřmi Harty. Proti Švédům stál pluk sovětského letectva vyzbrojený letouny Polikarpov I-152 (I-15bis). Během 62 dnů dobrovolníci na finské frontě sestřelili šest sovětských stíhaček a šest bombardérů při ztrátě tří Gladiatorů a tří letounů Hawker Hart. Švédské J-8A po návratu jednotky F19 domů sloužily v prvoliniové službě až do příchodu stíhacích jednoplošníků Reggiane Re.2000 Falco.
Samotní Finové ztratili během několika týdnů před podepsáním příměří 13. března 1940 13 Gladiatorů.
V listopadu 1939 607. a 615. squadrona přeletěla do Francie na letiště v Merville jako součást britských expedičních sil na západní frontě. Po měsíci se však přestěhovaly do Vitry-en-Tardenois[zdroj?], kde setrvaly až do dubna 1940 a podnikaly jen hlídkové lety.
8. dubna 1940 byla zahájena Hitlerova invaze do Norska a i když si Gladiatory vedly poměrně dobře proti sovětskému letectvu v Zimní válce, proti moderním strojům německé Luftwaffe měly jen malou šanci uspět. I přes to sedm Gladiatorů norského Jagervingen („stíhací křídlo“) umístěné na letišti Fornebu dokázalo 9. dubna 1940 (první den operace Weserübung) sestřelit pět německých letadel. Ten den Luftwaffe ztratila dva stíhací Messerschmitty Bf 110, dva bombardovací Heinkely He 111 a jeden transportní Junkers Ju 52. Jeden norský stíhač byl sestřelen budoucím esem Helmutem Lentem a další dva byly zničeny na zemi při doplňování paliva a střeliva na letišti Fornebu u Osla. Zbývající čtyři Gladiatory dostaly příkaz přistát kdekoliv jen ne na své základně, a tak přistály na zamrzlých jezerech v okolí Osla a už se na dalších bojích nepodílely.

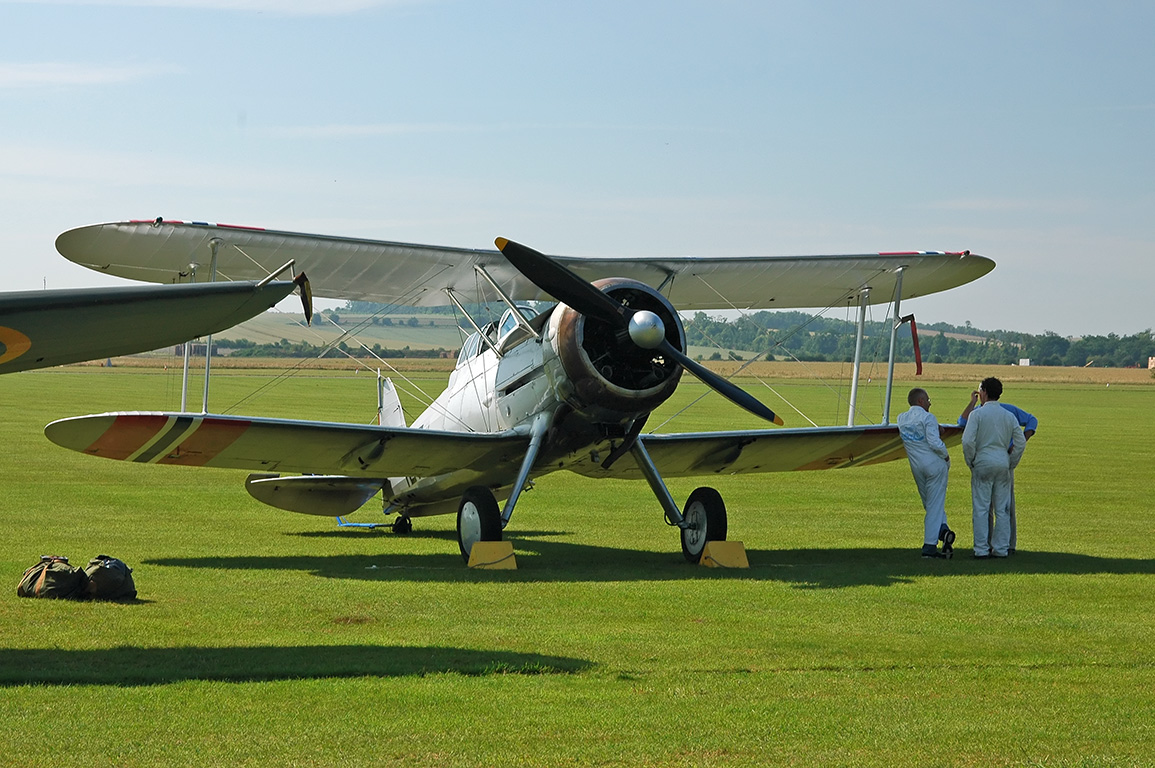
Gloster Gladiator I v norských barvách

Squadrona RAF č. 263, sídlící tehdy ve Filtonu, 22. dubna 1940 přelétla do orknejského přístavu Scapa Flow na palubu HMS Glorious, která se ihned vydala na cestu do Norska. 24. dubna ve vzdálenosti 240 km od norského pobřeží 18 Gladiatorů Mk.II pod velením kapitána W. Straighta z paluby vzlétlo a přistálo na zamrzlém jezeře Lesjaskog ve středním Norsku s úkolem chránit britské a norské pozemní jednotky. Již následující den ráno vzlétly dva z Gladiatorů a nadporučík Miller ihned sestřelil německý průzkumný plovákový letoun Heinkel He 115. Kolem poledne nadporučík Mills a podporučík McNamara sestřelili další dvě německá letadla a řadu jiných poškodili. Deset Gladiatorů však bylo na hladině zamrzlého jezera rozbombardováno německým letectvem, proto velitel squadrony a nadporučík Miller ani nepřistáli a odlétli na sever do Åndalsnes. Následující den poslední čtyři letuschopné Gladiatory rovněž odlétly do Åndalsnes, kde však pro ně nebylo palivo. Britové proto své letouny zapálili a zničili. Všech 18 pilotů se pak na palubě nákladní lodi navrátilo do Filtonu.
14. května 1940 loď Glorious znovu vyplula s 18 Gladiatory na palubě. Cílem plavby byl Narvik a jeho letiště Bardufoss. Tam však 21. května dorazilo jen 16 letounů, protože dva Gladiatory narazily na horské úbočí a byly zničeny. Následující den podporučík Craig-Adams narazil do nepřátelského stroje Heinkel He 111H a zahynul. Během dalších dnů sestřelili piloti Gladiatorů bez vlastních ztrát tři transportní letouny Junkers Ju 90, jeden bombardér Junkers Ju 88A a další He 111H. Již 26. května během 50 operačních letů sestřelili členové 263. squadrony pět strojů nepřítele a dva poškodili. O den později chránily Gladiatory britské pozemní jednotky vyklizující Bodø.
2. června 1940 vzlétli na bojový let podporučík L. R. Jacobsen (N5908) a jeho číslo podporučík Wilkie. Poté, co byl Wilkie sestřelen, Jacobsen u Narviku zničil pravděpodobně jeden Ju 88A a jeden He 111H , jistě sestřelil tři He 111H.
Britové však byli nakonec nuceni Norsko opustit. Gladiatory 263. squadrony ještě kryly evakuaci britských vojsk z Narviku a 7. června přistály na odplouvající loď Glorious. Ta však při plavbě domů narazila na německé bitevní křižníky Scharnhorst a Gneisenau, které britskou letadlovou loď dělostřeleckou palbou potopily. S ní utonulo i všech deset zbývajících pilotů 263. squadrony, která během 17 dnů operací z Bardufoss sestřelila 26 německých letadel jistě a 5 pravděpodobně.
Ve Francii nasazené squadrony č. 607 a 615 se v průběhu dubna 1940 přemístily na letiště v Abbeville, kde je zastihl německý útok na Holandsko a Belgii dne 10. května 1940. Belgické Gladiatory 1. letky Escadrille "La Comète" jim asistovaly do 15. května. Squadrona č. 607 se v květnu přesunula do Béthune, ze kterého však musela brzy ustoupit. 18. května byla jednotka po dlouhém boji s letouny Messerschmitt Bf 109E a Messerschmitt Bf 110 nad Arrasem napadena německými bombardéry na letišti Vitry-en-Artois. Mnohé z nich byly zničeny včetně zásob náhradních dílů a paliva.
607. i 615. squadrona pak dostala rozkaz zapálit svá zbývající letadla a přemístit se k evakuaci po moři na pobřeží, ke které došlo 20. května z Boulogne. Obě jednotky, které v období mezi 10. a 20. květnem sestřelily 72 německých letadel, byly ve Velké Británii přezbrojeny na typ Hawker Hurricane.
V květnu 1940 začala Gladiatory Mk.I dostávat 604. squadrona dislokovaná v Northoltu a vyzbrojená nočními stíhacími stroji Bristol Blenheim Mk.IF. Ještě během tohoto měsíce však byly dodávky Gladiatorů zastaveny a jednotka zůstala u Blenheimů.
Ještě 1. srpna 1940 byla na domácích ostrovech v Roboroughu ustavena 247. squadrona s Gladiatory Mk.II. 13. srpna se stala se svými 18 piloty a dvanácti letouny operační. Jejím úkolem bylo ve dne chránit jihoanglický přístav Plymouth a za noci St. Eval. K jejímu prvnímu vzdušnému boji došlo 28. října, kdy podporučík Winter neúspěšně stíhal He 111H, o devět dní však poškodil další. Od prosince začala 247. squadrona přezbrojovat na Hurricany Mk.I a její poslední Gladiatory byly vyřazeny v únoru 1941.
Na bojištích v severní Africe a v Řecku dosáhly Gladiatory určitých úspěchů proti Regia Aeronautica vyzbrojené hlavně dvouplošníky Fiat CR.32 a Fiat CR.42. Proti novějším jednoplošníkům Fiat G.50 a Macchi MC.200, ale už neuspěly.
V listopadu 1940 byla 80. squadrona poslána do Řecka jako součást britské pomoci. Už první hlídka sestřelila 11 italských letadel bez vlastních ztrát. K intenzivnějším bojovým operacím pro nepříznivé meteorologické podmínky mohlo dojít až od února 1941, kdy se jednalo především o doprovod bombardérů. 28. února se 80. squadrona střetla nad albánskou hranicí s 50 italskými letadly a sestřelila celkem 27 z nich. M. T. St. J. Pattle, který se vyznamenal řadou sestřelů již v egyptské poušti, si na své konto při této akci připsal 5 Italů. O šest týdnů později byl však sám sestřelen, když měl na svém neoficiálním kontě přes 40 nepřátelských strojů.
Situace se změnila v březnu, kdy Řecko napadli Němci. Při jejich bombardování byla zničena řada Gladiatorů, nyní již především varianty Mk.II. 24. března se zbytky squadrony přesunuly na Krétu, kde bylo dokončeno její postupné přezbrojování na Hurricane Mk.I.
Od 1. února 1941 začala v Řecku operovat 112. squadrona převelená z Afriky. Prvního sestřelu dosáhla 20. února, kdy její Gladiator zničil italský Fiat G.50. 28. února pak nahlásila 10 sestřelů a tři poškození nepřátelských letounů. V březnu pak kryla ústup řeckých pozemních sil před nacisty. Pak rovněž přelétla na Krétu a nakonec ustoupila do Palestiny. V červenci 1941 v egyptském Fayidu začala dostávat stroje Curtiss P-40 Tomahawk.

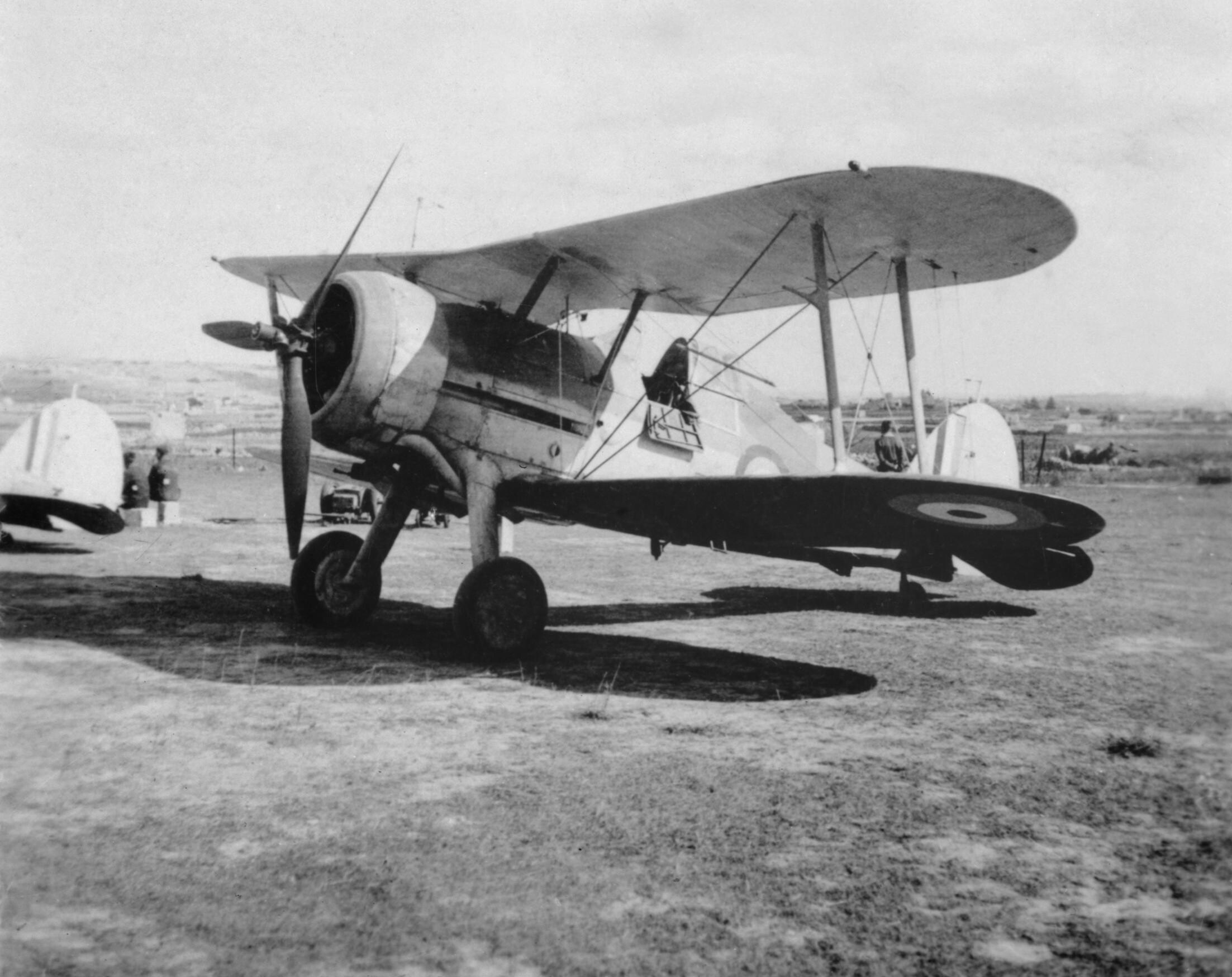
Gloster Sea Gladiator Mk.I (N5520, „Faith“) RAF, Malta

Během obrany Malty byl ostrov zpočátku bráněn malou skupinou Gladiatorů Hal Far Fighter Flight, což dalo vzniknout mýtu, že ostrov bránily jen tři Sea Gladiatory pojmenované Faith (Víra), Hope (Naděje) a Charity (Milosrdenství, resp. Láska) .
Ve skutečnosti bylo na maltské letiště Kalafrana odesláno 18 Sea Gladiatorů již 24. května 1939. Šest až deset z nich bylo předáno jako doplnění stavu britským letadlovým lodím, které u ostrova zakotvily mezi říjnem 1939 a únorem 1940, takže nejméně osm zůstalo na Kalafraně. V květnu 1940 byly na této základně smontovány čtyři z rozebraných Sea Gladiatorů (N5519, N5520, N5524 a N5531). Stroj N5519 byl vážně poškozen už v prvním červnovém týdnu a další Sea Gladiator utrpěl vážné poškození během týdne následujícího.
Ráno 11. června zaútočilo na Maltu poprvé italské letectvo, avšak nevelký útvar byl rozehnán dvěma Sea Gladiatory.
14. června již byly opět čtyři Sea Gladiatory, včetně N5523 a N5529, plně bojeschopné, další dva bylo nutné sestavit. Zbylé uskladněné Sea Gladiatory v té době posloužily jako zdroj náhradních dílů pro těchto šest letuschopných strojů. Do jednoho Sea Gladiatoru byl instalován motor Mercury včetně třílisté, za letu stavitelné vrtule, demontovaný z lehkého bombardéru Bristol Blenheim Mk.IV. Takto upravený stroj vzlétl poprvé 22. června, ovšem pouhé dva dny nato byl sestřelen. Další Sea Gladiator (N5520) Italové sestřelili 26. června. Koncem června byly stroje N5523, N5524, N5529 a N5531 stále plně funkční, dva z nich však byly v polovině července sestřeleny. 2. srpna přelétlo na Maltu z letadlové lodě HMS Argus 12 Hurricanů Mk.I, které se zbylými Sea Gladiatory utvořily 261. squadronu. Ještě koncem roku poslední Sea Gladiatory tvořily ochranu Malty v nižších operačních hladinách. 261. squadrona byla v květnu 1941 rozpuštěna.
Necelý měsíc létala s Gladiatory Mk.I a Mk.II v irácké Habbanyi 29. června 1941 založená 127. squadrona. Jednotka měla od počátku ve své výzbroji rovněž Hurricany Mk.I. Po převelení do Sýrie 1. června poškodila stíhací Dewoitine D.520 místní vichistické vlády. 12. července byla přeznačena na 261. squadronu, která se přesunula do Šajbá k přípravě na operaci Y. Jednalo se o hlídkování na ochranu naftových polí v íránském Abadánu a Chóramšáru. Koncem měsíce začala ostřelovat nepřátelská letiště v Íránu a 26. sestřelila íránský průzkumný Hawker Audax. V září, během dalších operací, nahradily její Gladiatory Hurricany Mk.IIb.
Sea Gladiatory na letadlových lodích byly úspěšnější, protože jejich nižší rychlost byla výhodná pro operace z palub letadlových lodí a bylo méně pravděpodobné, že se setkají s modernějšími stíhacími letouny protivníka. Kromě lodí Courageous a Glorious sloužily Sea Gladiatory u 804. a 813. squadrony na letadlové lodi HMS Eagle, která byla nasazena u norských břehů a ve Středomoří a u 885. squadrony v bojích proti italskému i německému letectvu. Po potopení všech tří těchto letadlových lodí byly Sea Gladiatory užívány k ochraně svých letišť a základen četnými pobřežními námořními roji, např. na námořní základně v Yeoviltonu sloužily do konce roku 1943.
Posledním bojovým útvarem RAF vyzbrojeným Sea Gladiatory se v červenci 1941 stala průzkumná 6. squadrona. Vedle Blenheimů a Hurricanů byly k těmto úkolům používány v Egyptě a později i v Palestině. Tam také byly v únoru 1942 její pozemní Sea Gladiatory vyřazeny. Posledním jejich úspěchem byl sestřel italského bombardéru nad Libyí 26. září 1941.
Na Dálném východě se Gladiatorům dařilo o něco lépe proti moderním japonským letounům, než předtím proti německým a italským. Zúčastnily se i krátké obrany Singapuru.
V pozdějších válečných letech sloužily Gladiatory v RAF i nadále u meteorologických letek č. 1401, 1402, 1403, 1411, 1412, 1413, 1414, 1415, 1560, 1561, 1562, 1563 a meteorologické kalibrační 521. squadrony. Využívaly se tak nejen na mateřských ostrovech, ale i v iráckém Mosulu, na Gibraltaru, nebo Islandu. Poslední meteorologický let provedla s Gladiatorem letka č. 1402 7. ledna 1945. Letoun působil i u několika výcvikových škol, ke kalibraci radarů, nebo jako styčný.

## Zahraniční uživatelé

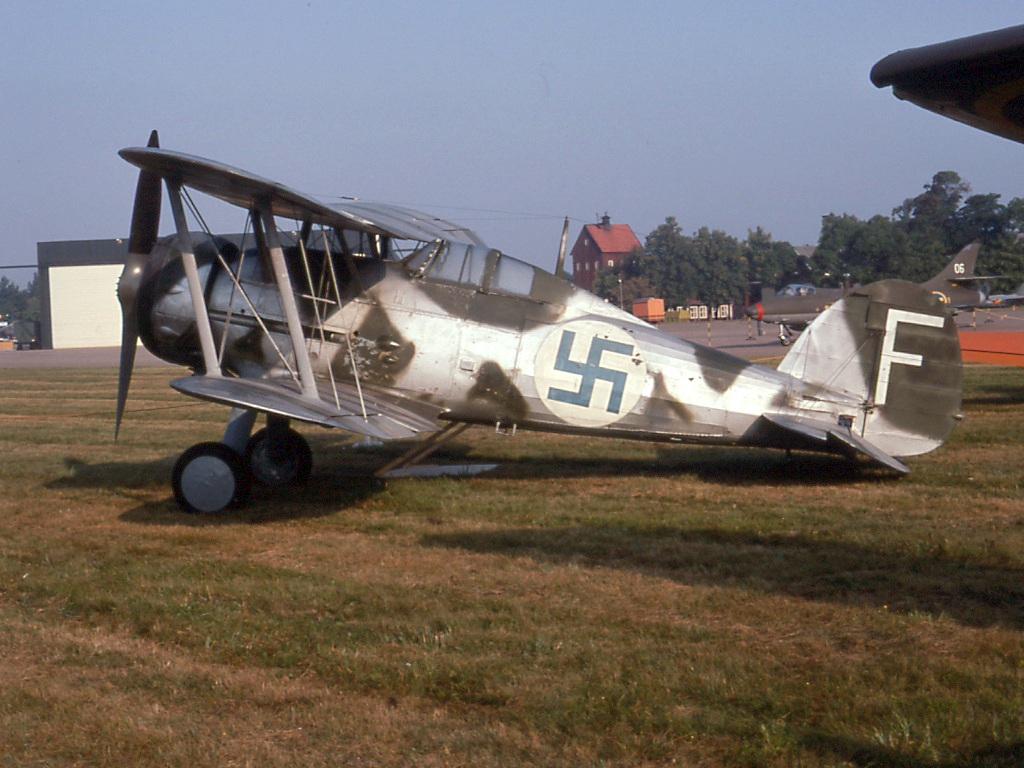
Gloster Gladiator (J 8)

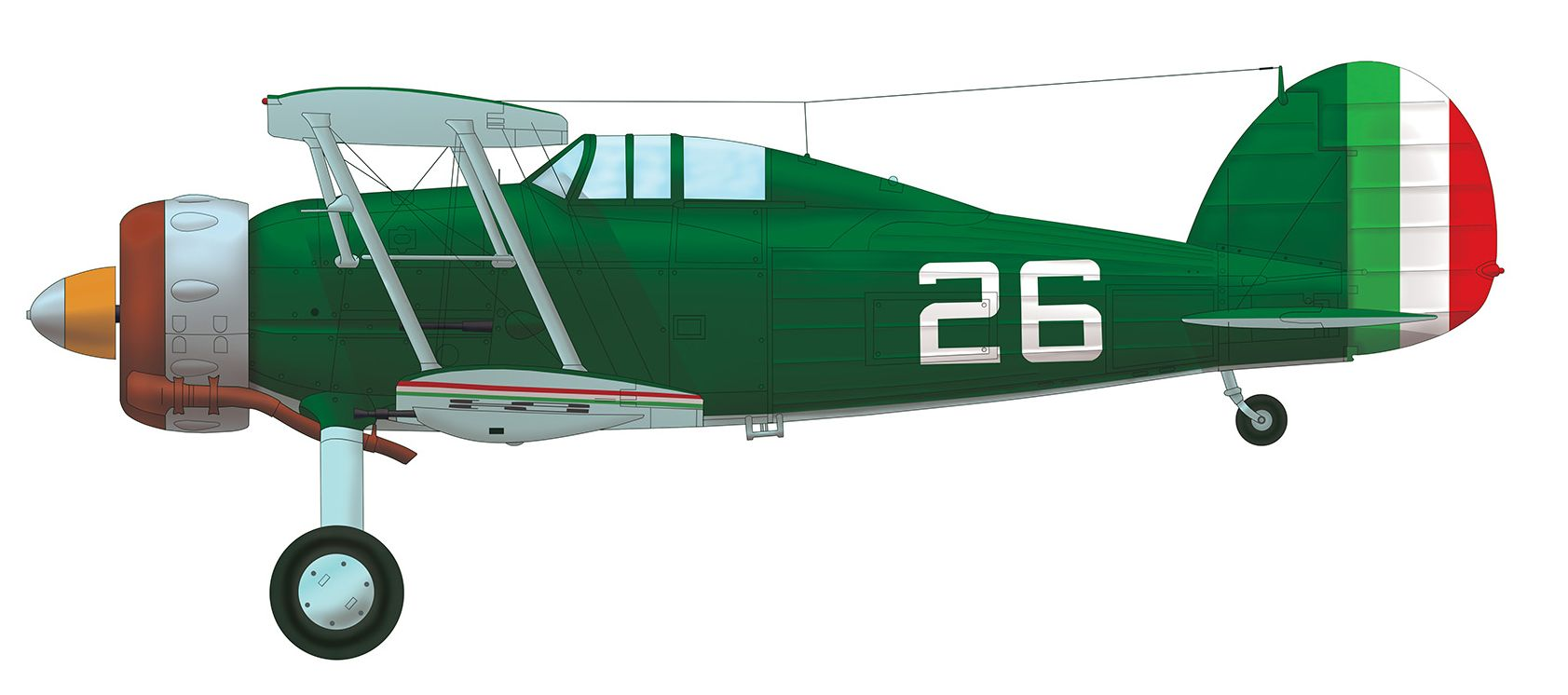
Gloster Gladiator Mk.I, č. 26, z výzbroje 1. perutě Irského letectva, v podobě z konce 30. let. Letoun byl vyřazen ze služby v listopadu 1943

Gladiatory byly také vyvezeny do 13 zemí světa. První exportní Gladiatory Mk.I dostalo v červnu 1937 Švédsko v počtu 37 kusů. Do letounů byly instalovány pohonné jednotky Mercury VIS.2 o výkonu 470 kW, které roztáčely dvoulisté vrtule Watts. U Flygvapnet obdržely označení J-8. V roce 1938 do Švédska přibylo ještě 18 Gladiatorů Mk.II (J-8A) poháněných motory Mercury VII o výkonu 544 kW. Tyto pohonné jednotky vyráběné v licenci domácí továrnou Nohab byly vybaveny třílistými kovovými vrtulemi Fairey Reed. Celkem 45 letadel dostaly tři letky flotily č. 8, ustavené 1. července 1938 v Barkaby pod velením plukovníka E. G. Gärdina. Deset zbylých strojů představovalo strategickou zálohu.
Dalším zahraničním uživatelem Gladiatoru Mk.I se stalo Lotyšsko. 26 těchto strojů, vyzbrojených čtyřmi kulomety Vickers Mk.VM ráže 7,7 mm, připlulo lodí mezi srpnem a listopadem 1937.
V říjnu a listopadu 1937 obdržel 14 zakoupených Gladiatorů Mk.I další pobaltský stát, Litva. Po lodní přepravě v bednách byly ve Vilnu a Kaunasu opětovně sestaveny a zalétány.
Po záboru obou zemí SSSR v roce 1940 se některé z těchto strojů dostalo do výzbroje Sovětského letectva.
12. září 1937 začaly dodávky 22 Gladiatorů Mk.I do Belgie, které pokračovaly až do května 1938. Převzala je 1 Escadrille "La Comète".
Na sklonku roku 1937 obdržela prvních dvacet Gladiatorů Mk.I Čína. Rozebrané letouny byly v bednách dopraveny po železnici a pak džunkami proti proudu Perlové řeky na letiště Tien Ho. Následná dodávka čítala dalších 16 strojů.
V lednu 1938 dva Gladiatory Mk.I koupil řecký obchodník Zarpakis Homogenos, jenž je pak věnoval Řeckému královskému letectvu, včetně náhradních dílů a pozemního vybavení. Na podzim 1940 se britská a řecká vláda dohodly, že RAF předá řadu svých letadel řeckému letectvu. Koncem roku se součástí smlouvy stalo i 13 Gladiatorů 33. a 80. squadrony, zatímco čtyři další tyto stroje dodaly sklady RAF na Středním východě.
V roce 1938 dostal čtyři Gladiatory Mk.I také Irský armádní letecký sbor. Do roku 1941 sloužily na základně v Baldonellu.
Norsko převzalo své první Gladiatory Mk.I 15. července 1938, které v počtu šesti kusů dorazily na letiště Fornebu. Následujících šest strojů Norsko zakoupilo ve verzi Gladiator Mk.II. Norské stroje měly po čtyřech původních amerických kulometech Colt-Browning ráže 7,62 mm a byly zařazeny k obraně hlavního města Osla.
V lednu 1939 jeden Gladiator Mk.I převzalo ke zkouškám od 72. squadrony RAF jihoafrické letectvo. Od dubna 1941 pak RAF předalo SAAF postupně 11 Gladiatorů Mk.II, které je zařadilo do 1. squadrony v Súdánu a ke 2. a 3. squadroně k výcviku i k operačním letům na Středním východě a ve východní Africe.
Během roku 1939 obdrželo 15 kusů Gladiatorů Mk.II také Portugalsko.
V březnu a dubnu 1939 RAF předalo celkem 18 Gladiatorů Mk.I upravených na standard Mk.II Egyptskému královskému letectvu. Squadrona č. 2 s devíti kusy byla utvořena v dubnu 1939, v lednu 1940 pak následovala 5. squadrona. Tato jednotka si svých 14 Gladiatorů ponechala do června 1945.
Začátkem rusko-finské války odeslala britská vláda do Finska 30 Gladiatorů Mk.II, odebraných jednotkám RAF. Dodávaly se od prosince 1939 do poloviny února 1940. Finové stroje, kterým přezdívali Gelli, zařadili především k jednotce HLeLV 26.
Během let 1940 až 1942 dodaly sklady RAF na Středním východě nejméně 10 Gladiatorů Mk.I královskému Iráckému letectvu, některé z nich však byly poté vráceny. K náhradě jejich ztrát obdržely od RAF irácké vzdušné síly ještě v roce 1944 pět Gladiatorů Mk.II. Dva z nich létaly ještě v roce 1949 v Mosulu.
Šest Gladiatorů užívala v roce 1942, pravděpodobně jako cvičné, i Groupe de chasse Alsace leteckých sil Svobodné Francie.

## Počty Gladiatorů v zahraničí

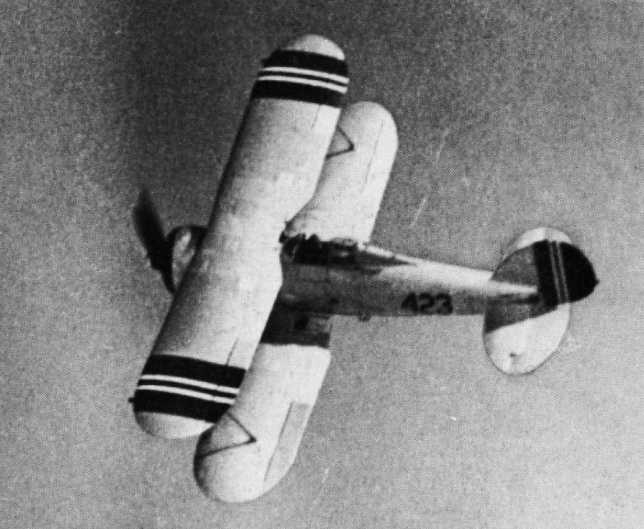
Gloster Gladiator, Norské královské letectvo

| Stát          | Počet kusů                                      | V období |
| ------------- | ----------------------------------------------- | -------- |
| Austrálie     | 39 Gladiatorů I a II (ex-RAF)                   | od 1940  |
| Belgie        | 22 Gladiatorů I                                 | 1937–40  |
| Čína          | 36 Gladiatorů I                                 | od 1937  |
| Egypt         | 18 Gladiatorů I + 25 Gladiatorů II (ex-RAF)     | 1939–44  |
| Finsko        | 12 Gladiatorů I + 30 Gladiatorů II (ex-RAF)     | 1940–45  |
| Irák          | 15 Gladiatorů I + 29 Gladiatorů I a II (ex-RAF) | 1938–51  |
| Irsko         | 4 Gladiatory I                                  | 1938–44  |
| Jižní Afrika  | 1 Gladiator I + 11 Gladiatorů II (ex-RAF)       | 1939–41  |
| Litva         | 14 Gladiatorů I                                 | 1939–40  |
| Lotyšsko      | 26 Gladiatorů I                                 | 1938–40  |
| Norsko        | 6 Gladiatorů I + 6 Gladiatorů II                | 1938–40  |
| Portugalsko   | 15 Gladiatorů I + 15 Gladiatorů II (ex-RAF)     | 1938–52  |
| Řecko         | 27 Gladiatorů I + 14 Gladiatorů II (ex-RAF)     | 1937–41  |
| Sovětský svaz | 5 ex-lotyšských a 12 ex-litevských Gladiatorů I | od 1940  |
| Švédsko       | 37 J8 + 18 J8A (jen do 1942)                    | 1937–47  |

## Významní piloti Gladiatorů
- John H. Lapsley
- Roald Dahl
- Marmaduke Pattle

## Specifikace (Mk. II)

Gloster Gladiator Mk.I

Údaje dle publikace Gloster Aircraft since 1917

### Technické údaje
- Posádka: 1 (pilot)
- Rozpětí: 9,8 m
- Délka: 8,2 m
- Výška: 3,52 m
- Nosná plocha: 29,9 m²
- Plošné zatížení: kg/m²
- Hmotnost prázdného letounu: 1562 kg
- Vzletová hmotnost : 2206 kg
- Pohonná jednotka: 1 × vzduchem chlazený, přeplňovaný, hvězdicový devítiválec Bristol Mercury VIIIAS
- Výkon pohonné jednotky: 850 k (630 kW)

### Výkony
- Maximální rychlost: 414 km/h ve výšce 4500 m
- Dolet: 710 km
- Dostup: 11 570 m
- Stoupavost: 11,2 m/s
- Poměr výkon/hmotnost: kW/kg

### Výzbroj
- 4 × kulomet Browning ráže 7,7 mm
- 2 × 45kg puma

## Uživatelé
- Velká Británie (RAF a Fleet Air Arm), Austrálie, Belgie, Čína, Egypt, Irsko, Finsko, Řecko, Irák, Lotyšsko, Litva, Norsko, Portugalsko, Jižní Afrika, Švédsko

## Jednotky, které měly ve výzbroji Gladiatory

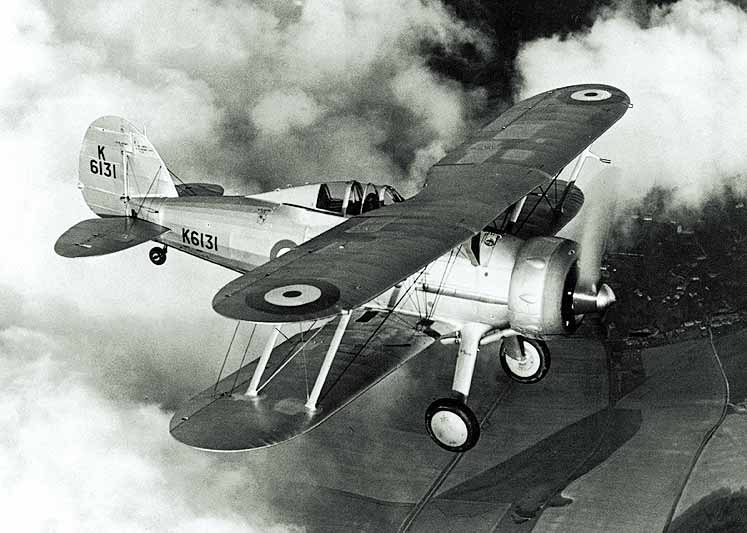
Gloster Gladiator (K6131), RAF

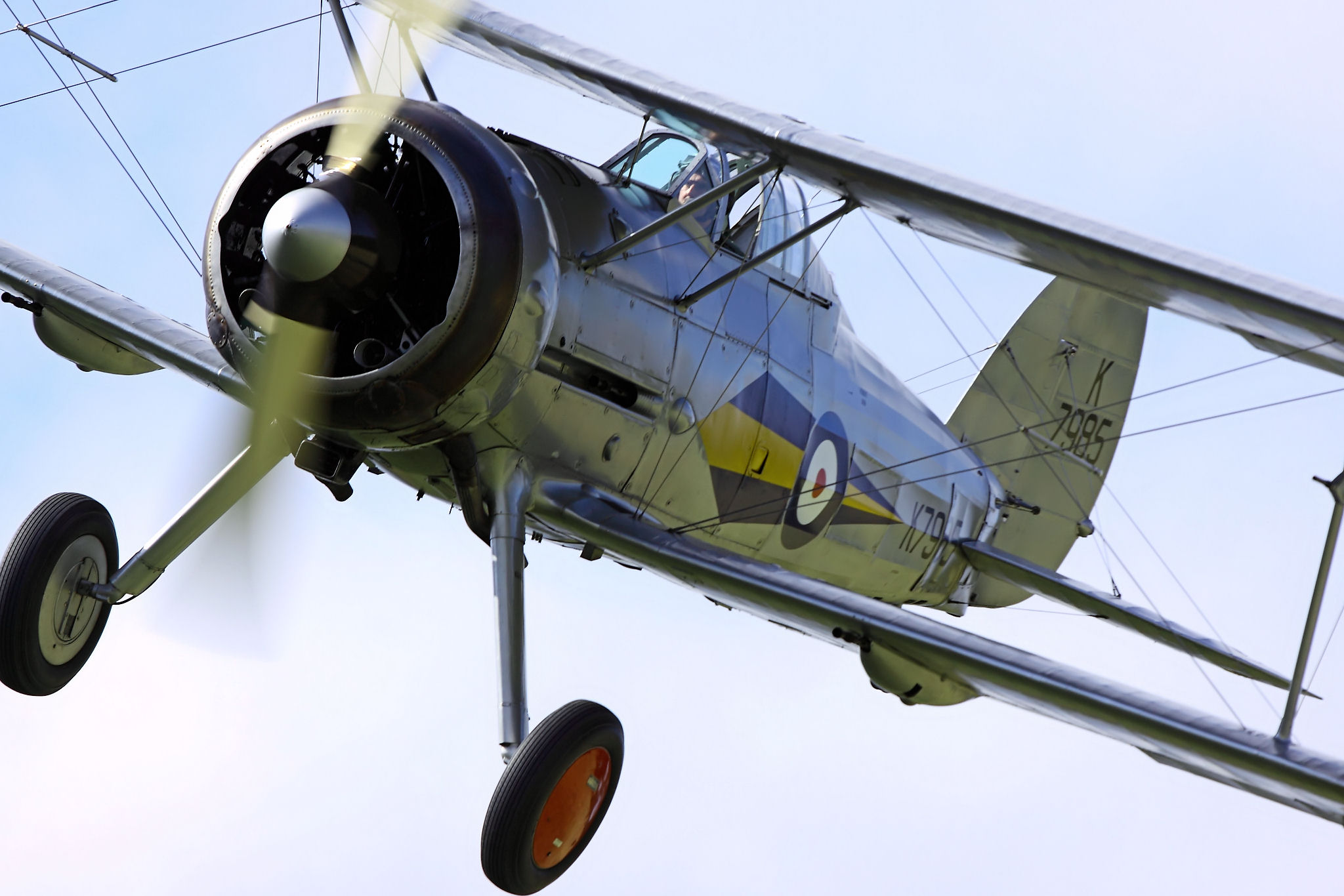
Gloster Gladiator (K7985)

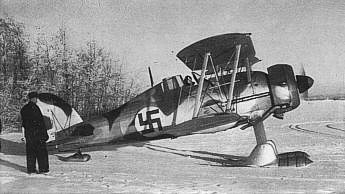
Gloster Gladiator (F 19), Finské letectvo

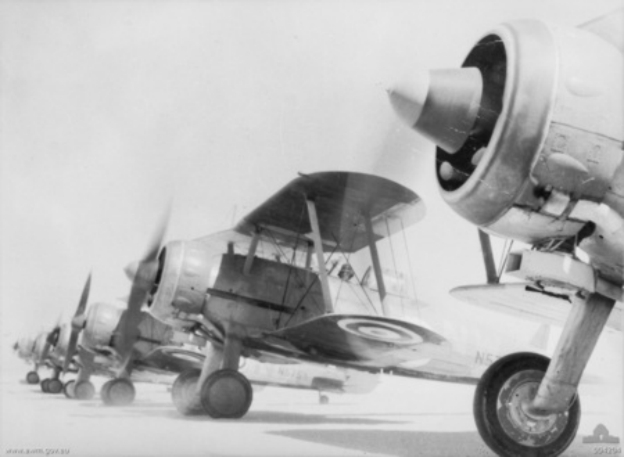
Gloster Gladiator, 3 Sqn RAAF, Egypt, 1940

### Royal Air Force (Britské královské letectvo)
- 1. peruť RAF
- 3. peruť RAF
- 6. peruť RAF
- 14. peruť RAF
- 25. peruť RAF
- 33. peruť RAF
- 54. peruť RAF
- 56. peruť RAF
- 65. peruť RAF
- 72. peruť RAF
- 73. peruť RAF
- 80. peruť RAF
- 85. peruť RAF
- 87. peruť RAF
- 94. peruť RAF
- 112. peruť RAF
- 117. peruť RAF
- 123. peruť RAF
- 127. peruť RAF
- 141. peruť RAF
- 152. peruť RAF
- 237. peruť RAF
- 247. peruť RAF
- 261. peruť RAF
- 263. peruť RAF
- 267. peruť RAF
- 274. peruť RAF
- 520. peruť RAF
- 521. peruť RAF
- 603. peruť RAF
- 604. peruť RAF
- 605. peruť RAF
- 607. peruť RAF
- 615. peruť RAF

### Finské letectvo
- Švédské dobrovolnické letectvo (v Zimní válce)

### Fleet Air Arm (Letectvo britského královského námořnictva)
- 800. peruť FAA
- 801. peruť FAA
- 802. peruť FAA
- 804. peruť FAA
- 805. peruť FAA
- 806. peruť FAA

### Forces aériennes françaises libres
- Groupe de chasse Alsace[2]